# Генерал армии
Генера́л а́рмии — персональное воинское звание в вооружённых силах ряда государств.
В тех вооружённых силах, где есть вышестоящее звание маршала или фельдмаршала, звание генерала армии обычно второе по старшинству; там же, где таких званий нет, чин генерала армии является высшим (США). В ряде государств ему соответствует воинское звание армейский генерал. Могут быть и исключения, например в Испании выше чина (полного или штатного) генерала существует звание генерал-капитан, которое приблизительно соответствует званию генерал армии или званию фельдмаршал в некоторых европейских вооружённых силах.

## Страны, в которых вводилось воинское звание
Под влиянием Франции, СССР либо США звание «генерал армии» («армейский генерал») было введено также в ряде других государств, в частности, восточноевропейских: как в межвоенный период (Польша, Чехословакия), так и во времена существования Варшавского договора (Болгария, ГДР, Венгрия, Румыния, Югославия). Было учреждено звание «генерал армии» и в других социалистических государствах: Куба, Вьетнам, Монголия, КНДР.
Из иных государств, в вооружённых силах которых существует воинское звание «генерал армии» («армейский генерал») или совпадающее с ним по значению, можно указать: Ангола, Аргентина, Боливия, Бразилия, Буркина-Фасо, Габон, Гвинея, Индонезия, Испания, Италия, Камерун, Кот-д’Ивуар, Либерия, Мавритания, Марокко, Мозамбик (существовало с 1975 по 1990), Панама, Парагвай, Перу, Португалия, Того (где это воинское звание является единственным генеральским званием), Чили, Эквадор, Центрально-Африканская республика.
В постсоветских государствах воинское звание «генерал армии» существует в России, в Казахстане, Киргизии, Туркменистане, Таджикистане, Украине (существовало до 2020); а также предусмотрено, но ни разу не присваивалось в Узбекистане, Грузии, Армении, Азербайджане.
См. отдельные статьи о воинских званиях «генерал армии» в ряде государств:
- Генерал армии (Польша)
- Генерал армии (Россия) и Генерал армии (СССР)
- Генерал армии (Румыния)
- Генерал армии (США)
- Генерал армии Украины
- Армейский генерал (Франция)
- Генерал армии (Чехия)
- Генерал армии (Чехословакия)

## Список генералов армии разных стран

### Болгария
1. 21 сентября 1954 — Михайлов, Иван Попов (1897—1982)
2. 1956 — Панчевский, Петр Павлов (1902—1982)
3. 1964 — Джуров, Добри Маринов (1916—2002)
4. 1991 — Мутафчиев, Йордан Жеков (1940—2015)
5. Петров, Любен Йорданов (р. 1938)

### Венгрия
Звание (венг. Hadseregtábornok) было введено в 1951 г.
1. 1952 — Фаркаш, Михай (1904—1965), министр обороны ВНР в 1948—1953 гг.
2. 1978 — Цинеге, Лайош (1924—1998), министр обороны ВНР в 1960—1984 гг.
3. 1985 — Олах, Иштван (1926—1985), министр обороны ВНР в 1984—1985 гг.

### Вьетнам
Вьетнамская народная армия — ВНА
1. 1948 — Во Нгуен Зяп (1911—2013)
2. 1959 — Нгуен Чи Тхань[вьет.] (1914—1967)
3. 1974 — Ван Тиен Зунг (1917—2002)
4. 1980 — Хоанг Ван Тхай (1915—1986)
5. 1982 — Чу Хюи Ман[вьет.] (1913—2006)
6. 1984 — Ле Дык Ань (1920—2019)
7. 1984 — Ле Чонг Тан[вьет.] (1914—1986)
8. 1990 — Доан Кхюэ[вьет.] (1923—1998)
9. 1990 — Нгуен Кует[вьет.] (р. 1922)
10. 2003 — Фам Ван Тра[вьет.] (р. 1935)
11. 2007 — Ле Ван Зунг[вьет.] (р. 1945)
12. 2007 — Фунг Куанг Тхань (1949—2021)
13. 2015 — До Ба Ти[вьет.] (р. 1954)
14. 2015 — Нго Суан Лить (р. 1954)
15. 2019 — Лыонг Кыонг (р. 1957)
16. 2021 — Фан Ван Занг[вьет.] (р. 1960)

Вьетнамская народная полиция — ВНП
1. 1989 — Май Чи Тхо[вьет.] (1922—2007)
2. 2005 — Ле Хонг Ань[вьет.] (р. 1949)
3. 2012 — Чан Дай Куанг (1956—2018)
4. 2019 — То Лам (р. 1957)

### Южный Вьетнам
1. 1964 — Зыонг Ван Минь (1916—2001)
2. 1964 — Нгуен Хань (1927—2013)
3. 1964 — Чан Тхьен Кхьем (1925—2021)
4. 1967 — Као Ван Вьен (1921—2008)
5. 1971 (посмертно) — До Као Чи (1929—1971)

### ГДР
1. 1959 — Штоф, Вилли (1914—1999)
2. 1961 — Гофман, Хайнц (1910—1985)
3. 1980 — Мильке, Эрих (1907—2000)
4. 1984 — Дикель, Фридрих (1913—1993)
5. 1985 — Кесслер, Хайнц (1920—2017)

### Казахстан
1. 1992 — Нурмагамбетов, Сагадат Кожахметович (1924—2013)
2. 2002 — Алтынбаев, Мухтар Капашевич (род. 1945)

### Киргизия
1. 2014 — Топоев, Эсен Толенович (род. 1952)

### Китай
Звание вводилось в 1955—1965 гг.
1. 1955 — Ван Шушэн (1905—1974)
2. 1955 — Ло Жуйцин (1906—1978)
3. 1955 — Су Юй (1907—1984)
4. 1955 — Сюй Гуанда (1908—1969)
5. 1955 — Сюй Хайдун (1900—1970)
6. 1955 — Сяо Цзингуан (1903—1989)
7. 1955 — Тань Чжэн (1906—1988)
8. 1955 — Хуан Кэчэн (1902—1986)
9. 1955 — Чжан Юньи (1892—1974)
10. 1955 — Чэнь Гэн (1903—1961)

### Республика Корея
1. 2005 – Ли Сан Хи (род.1945)

### Монголия
1. 1971 — Дорж, Батын (1914—1982)
2. 1976 — Цеденбал, Юмжагийн (1916—1991), с 1979 г. — Маршал Монгольской Народной Республики

### Туркменистан
1. Копеков, Дангатар Абдыевич (1933—2011)
2. Ниязов, Сапармурат Атаевич (1940—2006)
3. 1998 — Касымов, Курбанмухаммед Гаджарович (1954—2021)
4. 2004 — Мамметгельдыев, Агагельды Мамметгельдыевич (род. 1946)
5. 2007 — Бердымухамедов, Гурбангулы Мяликгулыевич (род. 1957)

### Хорватия
1. Бобетко, Янко (1919—2003)
2. Шушак, Гойко (1945—1998) (посмертно)
3. Стипетич, Петар (1937—2018)
4. Тус, Антон (1931—2023)
5. Червенко, Звонимир (1926—2001)
6. Шпегель, Мартин (1927—2014)

### Чехословакия
1. Сергей Ингр (1894–1956)

### Югославия
до 1992 г.
1. Гошняк, Иван (1909—1980)
2. Кадиевич, Велько (1925—2014)
3. Любичич, Никола (1916—2005)
4. Надь, Коста (1911—1986)
5. Рукавина, Иван (1912—1992)

после 1992 г.
1. Грачанин, Петар (1923—2004)
2. Ойданич, Драголюб (1941—2020)